# Фіке Букгорст
Фіке Букгорст (нід. Fieke Boekhorst, 18 грудня 1957) — нідерландська хокеїстка на траві.
Олімпійська чемпіонка 1984 року.
Чемпіонка Європи 1984 року.
Чемпіонка світу 1978, 1983 років, срібна призерка 1981 року.